# Nyílt tengeren 2. – Elsodródva
A Nyílt tengeren 2. – Elsodródva (eredeti cím: Open Water 2: Adrift, az Egyesült Királyságban, Ausztráliában és más országokban csak Adrift) 2006-ban bemutatott német thriller. A filmetv teljes egészében Máltán forgatták, a főszerepekben Eric Dane, Susan May Pratt, Richard Speight Jr., Niklaus Lange, Ali Hillis és Cameron Richardson látható.
A 2003-ban bemutatott Nyílt tengeren folytatása lett, az eredeti Elsodródva címet megváltoztatták a Nyílt tengeren 2. – Elsodródva címre, így kihasználva annak korábbi sikerét.

## Cselekmény
Egy baráti társaság, Amy, James, Zach, Lauren, Dan és Dan új barátnője, Michelle egy hétvégi kirándulást szervez Dan új jachtján. Amy és James csecsemő korú lányukat, Saraht is magukkal viszik. 
A film egy pontján a baráti társaság többsége úgy dönt, hogy megmártózik a tenger vizében. Amy, aki egy gyermekkori rossz tapasztalat miatt mentőmellényben is ódzkodik a mély víztől, végül James bátorítására és segítségével társaival tart, egyedül hagyva a jachton alvó gyermeküket. Kis idő elteltével kiderül, hogy a hajólétrát elfelejtették leengedni, így nem tudnak a jacht fedélzetére visszamászni, így a tengerben ragadtak, segédeszközül pedig csak egy felfújhatós gumidelfin és egy kés áll rendelkezésükre. Több kísérletük is kudarcba fullad, ugyanis a jacht oldala túl sima ahhoz, hogy felmásszanak, a fedélzet pedig túl magasan van ahhoz, hogy elérjék. Az arra járó tinédzserek egy csoportja nem veszi észre segélykiáltásukat, meg vannak győződve róla, hogy a vízben lévő csoport csak bulizik és üdvözlésképp kiabál valamint integet feléjük. A születésnapos Dant testvére is felhívja telefonon és bár sikerül a jachton maradt nadrágjával együtt a telefont megszerezni, az elázik és így használhatatlanná vélik.
Ezt követően fürdőruháikat felhasználva készítenek kötelet és bár Zach eléri a fedélzetet, a kötél elszakad, így ez a próbálkozásuk is kudarcba fullad. Ekkor már jórészt meztelen tartózkodnak az egyre hidegebb vízben. James eközben a hajó alatt átúszva próbál megoldást találni, azonban egy szerencsétlen véletlennek köszönhetően koponyatörést szenved, miközben levegőért kapkodva a felszín felé igyekszik és beveri a fejét a jacht aljába. Zach és Dan eközben a felszínen keveredik vitába előbbi kétségbeesett próbálkozása után, aminek következtében Dan halálos késszúrást ejt barátján. 
Ezután hisztérikus hangulat lesz úrrá a társaságon, Mitchelle attól fél, hogy a vér odavonzza hozzájuk a cápákat. Kisvártatva eltűnik a társaság közeléből és Dan már csak a holttestét találja meg, ahogy élettelenül lebeg a vízben. Időközben a vérveszteség miatt Zach meghal, Lauren pedig egyedül kezd el úszni, mondván nem várja meg társai közt a halált. További sorsa a cselekményből nem derül ki. 
Az este vihar kerekedik a tengeren, mialatt James is belehal fejsérülésébe. Végül Amy Dan segítségével feljut a jacht fedélzetére, de mikor segíteni próbál a fiúnak, az nem hajlandó vele tartani, bűntudatában öngyilkosságot követ el. 
Másnap reggel egy halászhajó közeledik a jachthoz, és észreveszi a leeresztett létrát, amelyet még mindig nem húztak fel. A jacht üresnek tűnik, azonban hallani az egyedül síró Amy hangját. Dan holtteste a hajó fedélzetén, félig letakarva látható.

## Szereplők
| Szereplő  | Színész             |
| --------- | ------------------- |
| Amy       | Susan May Pratt     |
| Dan       | Eric Dane           |
| James     | Richard Speight Jr. |
| Lauren    | Ali Hillis          |
| Zach      | Niklaus Lange       |
| Mitchelle | Cameron Richardson  |

## Fogadtatás

### Kritika
A Nyílt tengeren 2: Elsodródva vegyes kritikákat kapott. A Rotten Tomatoes oldalán 10 vélemény alapján 40%-os értékelést szerzett.

### Bevétel
Az Egyesült Királyságban a filmet 327 moziban vetítették, 337,474 font bruttó bevétellel, ami átlag 1,033 font bevételt jelentett színházanként. 123 vetítési helyen a második hétvégén jelentősen, 75 százalékkal csökkent a jegyértékesítés és a bevétel. A harmadik hétvégén a film jegyeladásai 90 százalékkal csökkentek.
Németországban a nyitó hétvégéjén 293,601 eurót hozott, átlagosan 3,764 eurót 78 moziban. A második hétvégéjén a film bruttó 121,997 euró bevételt termelt, országszerte összesen 496,357 eurónyi bevételt hozott a film.
Spanyolországban a nyitó hétvégén 270,396 eurós bevételt ért el, az összbevétel 713, 834 euróra tehető.
A film világszerte 2,583,205 euró bevételt termelt.